# Albert Reinders
Albert Reinders (1968) is een Nederlands journalist.
Hij werkte 15 jaar lang in de landelijke journalistiek. Hij begon zijn loopbaan in de schrijvende journalistiek en werkte onder meer voor het weekblad HP/De Tijd. Vervolgens stapte hij over naar televisie. Reinders werkte onder meer als senior verslaggever voor de actualiteitenrubriek Netwerk (NCRV). In 2005 won hij een International Emmy Award, de meest prestigieuze internationale televisieprijs, voor zijn documentaire 'Terug naar Beslan'. Reinders is directeur van een bureau voor corporate communicatie.